# Dulzura lobata
Dulzura lobata is een vlokreeftensoort uit de familie van de Hadziidae. De wetenschappelijke naam van de soort is voor het eerst geldig gepubliceerd in 1991 door Stock & Vonk.